# Вогнем і мечем (роман)
«Вогнем і мечем» (пол. Ogniem i mieczem) — історичний роман Генрика Сенкевича 1882—1884 років. У 1883-84 роках виходив випусками в газетах «Слово» (Варшава) та «Час» (Краків). В 1884 році вийшло перше книжкове видання, яке довелося протягом року повторити ще чотири рази. Роман розпочинає історичну трилогію, у яку ще входять Потоп і Пан Володийовський. Події у книзі розгортаються 1648–1651 роках у період Хмельниччини в Україні. Більших історичних постатей зображені тенденційно.

## Сюжет
У романі описується історичні події українсько-польської війни 1648—1657 на тлі кохання Яна Скшетуського і Олени Курцевич. Ми пізнаємо хитрого та кумедного Яна Заглобу, а також сильного, але наївного та доброго литовця Лонгинус Підбийп'ятка, який взяв обітницю цноти, доки не зітне своїм мечем Зервикаптур трьох голів одним махом. Дізнаємось також про малого «рицаря» Міхала Володийовського, найвправнішої шаблі Речі Посполитої, слугу Скшетуського Редзяна, безнадійно закоханого у Олену Богуна, і про дві найважливіші історичні постаті цього твору: Ярему Вишневецького та Богдана Хмельницького.
Роман розпочинається з того, що Богдан Хмельницький подався на Січ, де організував козацького повстання, яке незабаром перетворилося на велику національно-визвольну революцію. Також описується перемога козаків під у Жовтими Водами та Корсунем. Козацьке повстання пробує спинити Ярема Вишневецький у якого війську служать Лонгинус Підбийп'ятка, Ян Скшетуський та Міхал Володийовський. Військовий обов'язок відриває Яна Скшетуського від його коханої Олени Курцевич. Він не може захистити її від жахів війни і готового на все Богуна.
Військо князя Вишневецького не може розраховувати на допомогу інших магнатів, які домовляються з Хмельницьким. Посполите рушення, зібране під Пилявцями, втікає від звістки про прибуття татар. Війська під керівництвом князя обороняються у фортеці Збаража від величезної армії Богдана Хмельницького та хана Іслам Гірея.

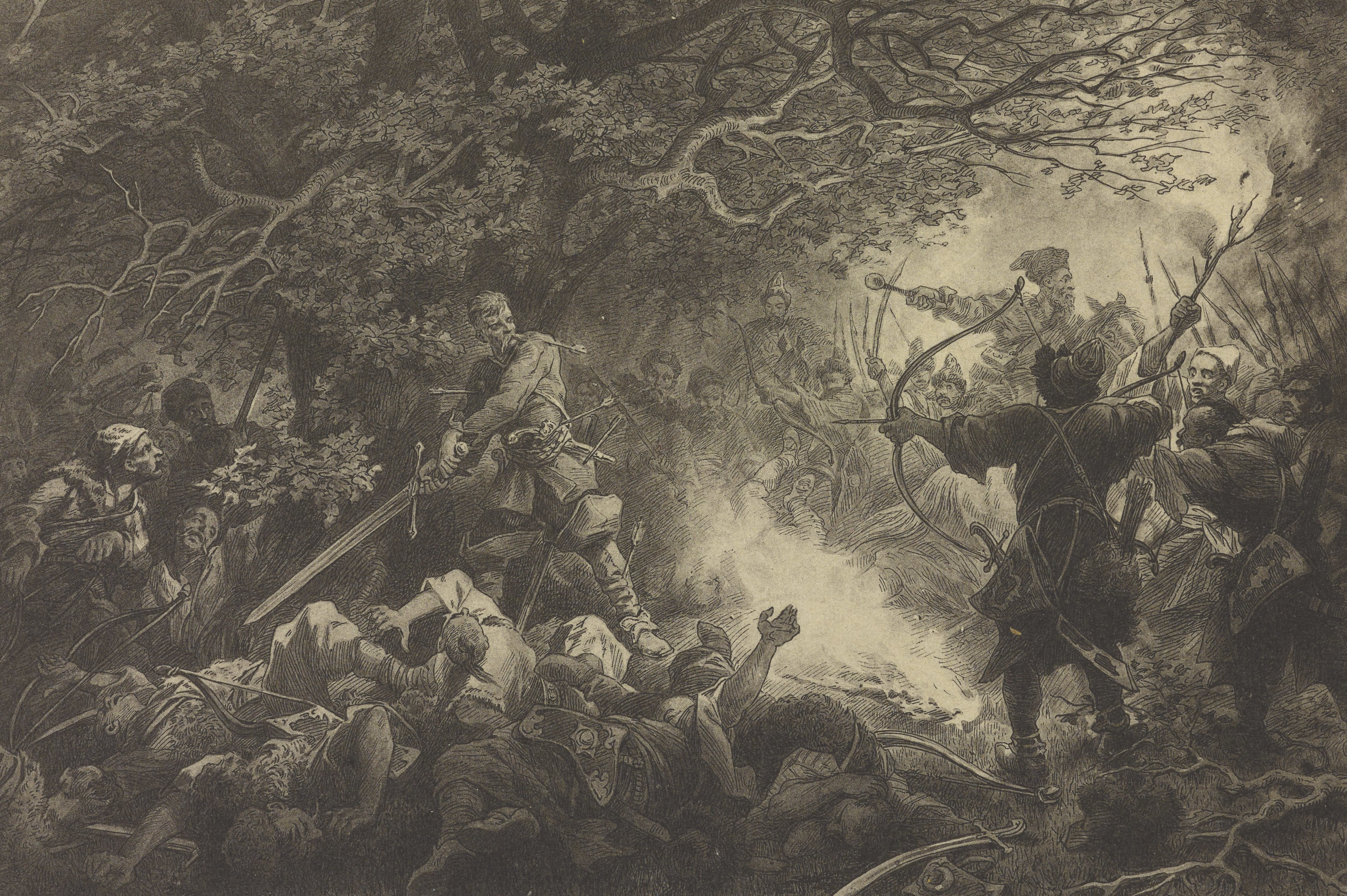
Смерть Підбийп'ятки під Збаражем. Ілюстрація до другого видання книги у 1886 році

Князь посилає добровольця (Лонгинус Підбийп'ятка), щоб він прокрався через табір козаків та сповістив короля про ці події. Лонгинус гине, але не виконує його завдання. Місія вдається наступному сміливцеві — Яну Скшетуському — завдяки якому король Ян Казимир прибуває на допомогу до Збаража; після битви під Зборовем підписує угоду і так закінчується головний хід роману.
Олена після багатьох пригод повертається до свого коханого Яна, а зловленого Богуна чекає страта (але Скшетуський прощає йому викрадання Олени та звільняє). Серед багатьох персонажів роману згадується Максим Кривоніс, війська якого в 1648 р. взяли штурмом могутню подільську фортецю Бар. Роман закінчується описом битви під Берестечком, але водночас ми дізнаємося, що автор розповідає про період Руїни в Україні.
Автор закінчує твір словами: "Спустошувалась Річ Посполита, спустошувалась і Україна. Вовки вили на руїнах міст; квітучий донедавна край перетворився в гіганстську гробницю. Ненависть вросла у серця й отруїла кров народів-побратимів і тривалий час з жодних вуст не можна було почути слів: «Слава у вишніх Богу, і на землі мир, в людях благовоління».

## Персонажі
- Ярема Вишневецький, князь, польський магнат, головний військовий противник Хмельницького.
- Богдан Хмельницький, організатор повстання проти шляхти в Україні.
- Ян Казимир, польський король.
- Тугай-бей, кримськотатарський мурза, союзник Хмельницького.
- Адам Кисіль, польський сенатор.
- Юрко Богун, прототипом був козацький полковник Іван Богун.
- Іван Виговський, генеральний писар Війська Запорозького

## Переклади українською
1) Переклад Василя Косара (лише перша частина твору):
- Генрік Сінкевич. «Огнем і мечем»: повість з давніх літ. Том 1. Переклад з польської: Василь Косар. Едмонтон: Накладом книгарні новин в Едмонді, 1918. 258 стор.

2) Переклад Євгена Литвиненка:
- Генрик Сенкевич. «Вогнем і мечем»: Роман: У 2 томах. Переклад з польської: Євген Литвиненко. Тернопіль: Видавництво «Навчальна книга — Богдан», 2006. 544 та 480 стор. (Серія «Світовий історичний роман»). ISBN 966-692-741-1, 966-692-742-X, 966-692-743-8

3) Переклад Віктора Бойко:
- Генрік Сенкевич. Вогнем і мечем: роман. Переклад з російської: Віктор Бойко; передмова та словник історичних постатей: Р. П. Радишевський. Харків: Фоліо, 2006. 637 стор. (Серія «Історія України в романах»). ISBN 966-03-3415-X
- Генрік Сенкевич. Вогнем і мечем: роман. Переклад з російської: Віктор Бойко; передмова та словник історичних постатей: Р. П. Радишевський. Харків: Фоліо, 2007. 637 стор. (Серія «Історія України в романах»). ISBN 978-966-03-3907-1
- Генрік Сенкевич. Вогнем і мечем: роман. Переклад з російської: Віктор Бойко. Харків: Фоліо, 2008. 637 стор. (Серія «Історія України в романах»). ISBN 978-966-03-4045-9
- Генрік Сенкевич. Вогнем і мечем: роман. Переклад з російської: Віктор Бойко. Харків: Фоліо, 2014. 637 стор. (Серія «Історія України в романах»). ISBN 978-966-03-7002-9
- Генрік Сенкевич. Вогнем і мечем: роман. Переклад з російської: Віктор Бойко. Харків: Фоліо, 2017. 640 стор. ISBN 978-966-03-7002-9

## Кіно
- Вогнем і мечем (фільм)